# سد جیگوی
سد جیگوی (به لاتین: Jigüey Dam) یک سد در جمهوری دومینیکن است که در استان سن خوزه ده اوکوا واقع شده‌است.